# Autoroute M48 (Grande-Bretagne)
Pour les articles homonymes, voir M48.
L'autoroute britannique M48 est une autoroute du Royaume-Uni d'une longueur de 19 km. Construite en 1966 et modifiée en 1996, elle était une partie de la route principale pour les véhicules au pays de Galles. 
L'autoroute commence près du village de Olveston, et elle va au Severn Bridge qui disposait d'une gare de péage. L'autoroute finit près de la petite ville de Caldicot au Pays de Galles.